# Saugkorb

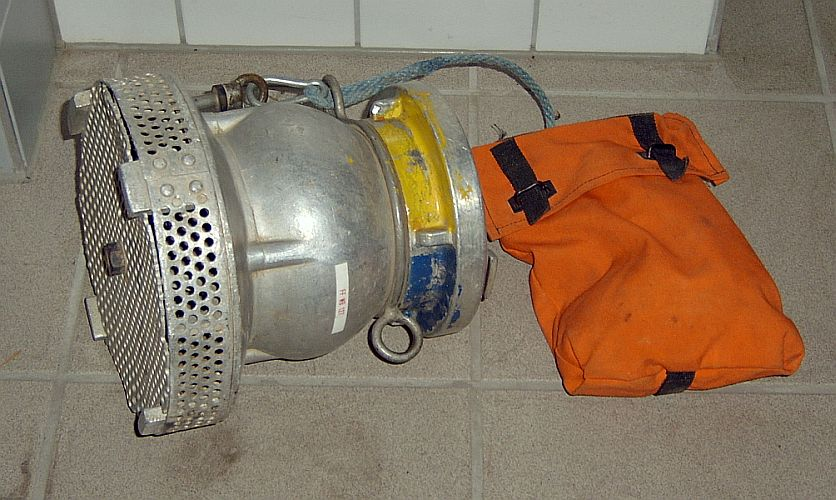
Saugkorb mit eingehängter Ventilleine

Der Saugkorb oder Saugkopf ist eine Armatur zur Wasserentnahme, beispielsweise bei der Feuerwehr und bildet das Aufnahmeteil der Saugleitung bei einer Wasserentnahme aus offenen Gewässern.
Er erfüllt hier zwei Aufgaben: Zum einen verhindert er einen Eintritt von Verunreinigungen in den Förderstrom der Pumpe, zum anderen ein Abreißen der Flüssigkeitssäule in der Saugleitung bei Unterbrechung des Pumpvorgangs. Er stellt somit sicher, dass die Saugleitung ständig mit Wasser gefüllt ist. Weiterhin ermöglicht der Saugkorb bei Ausfall der Entlüftungseinrichtung ein Befüllen der Saugleitung mit Wasser.

## Aufbau

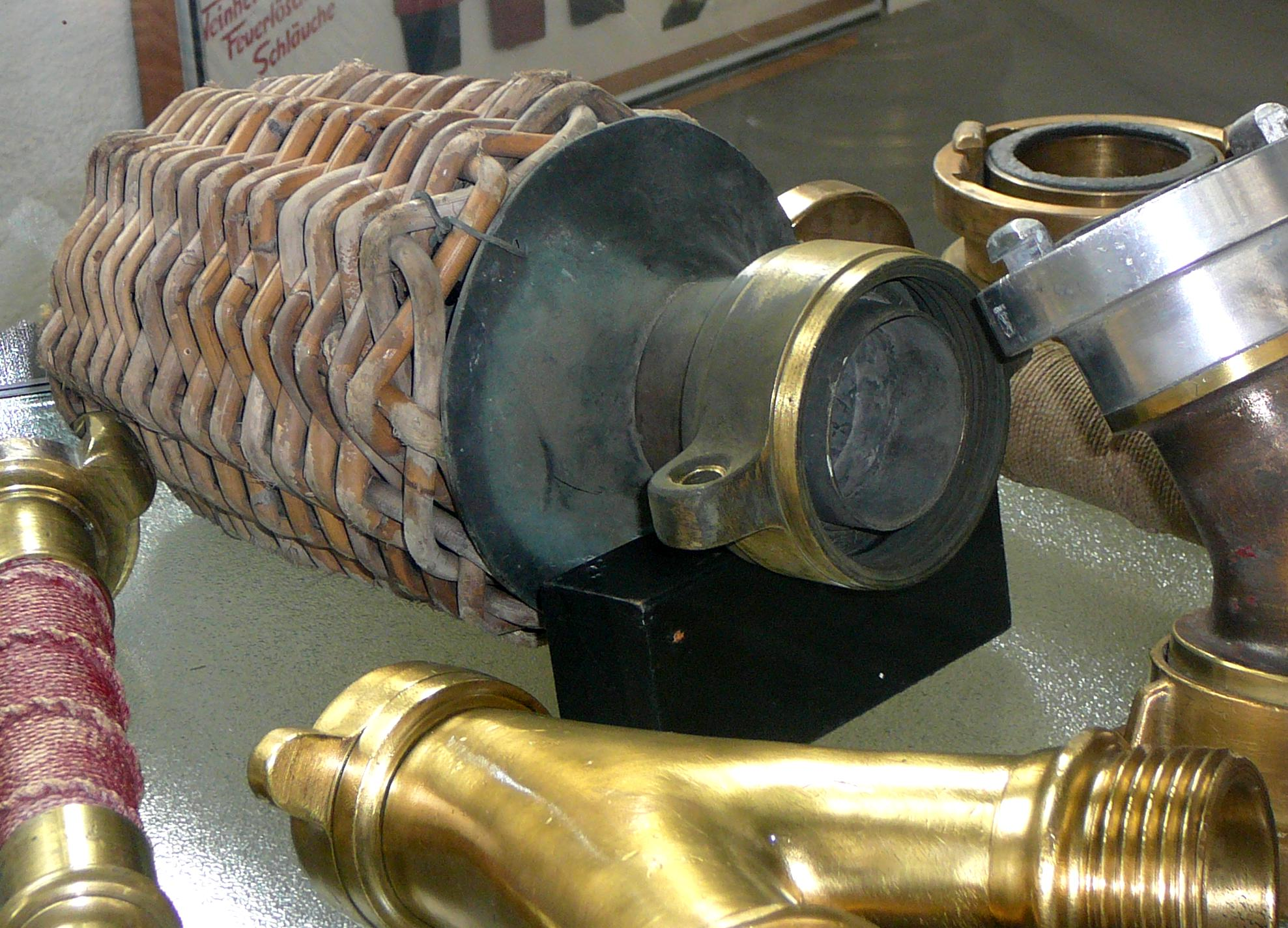
Historischer Saugkorb aus Korbgeflecht mit Messing-Gewindekupplung. Im Vordergrund ein Sammelstück. Fotografiert im Feuerwehrmuseum Stuttgart.

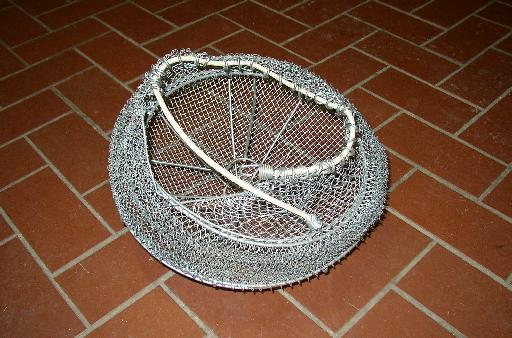
Saugschutzkorb

Er besteht aus einem Gehäuse mit Sieb und Festkupplung sowie einem Rückschlagorgan mit Anhebevorrichtung. Sein Gehäuse ist aus einer nichtrostenden Leichtmetall-Legierung gegossen, da der gesamte Saugkorb nicht mehr als 6 kg wiegen darf. Das Sieb ist sehr widerstandsfähig und hat Öffnungen mit einem Durchmesser von maximal 6 mm, da größere Teilchen die Pumpe beschädigen können. Außerdem verfügt der Saugkorb über mindestens drei Standfüße und kann an der Festkupplung Schnellkupplungsgriffe haben, die ein schnelleres Ankuppeln an die Saugleitung ermöglichen.
Das Rückschlagorgan, welches auf der Wirkung der Schwerkraft beruht, muss bis zu einer Neigung von 30° gegenüber der Horizontalen absolut dicht schließen. Die Anhebevorrichtung ist innerhalb des Siebes angebracht und mit einem Ring versehen. An diesem kann ein Karabinerhaken befestigt werden, damit von außen das Rückschlagorgan mittels Leinenzug geöffnet werden kann. Dies ist wichtig, um die Saugleitung zu entleeren, da sie gefüllt so schwer ist, dass sie kaum bewegt werden kann.

## Sonderformen

### Kellersaugkorb
Der Kellersaugkorb besteht aus einem Schuh mit einem Sieb im Boden, welcher auf 1,5 cm hohen Füßen steht. Anders als bei normalen Saugkörben die auch seitlich Wasser/Luft einziehen, kann somit das Wasser bis auf 15 mm abgepumpt werden.
In der Praxis sind Kellersaugkörbe jedoch recht wenig verbreitet, da die Saugleitung sehr starr und in ihrer Verwendung damit eingeschränkt ist. Zudem gibt es Alternativen wie Wasserstrahl-, Turbotauch- und elektrische Tauchpumpen.

## Saugschutzkorb
Im Einsatz wird der Saugkorb durch einen Saugschutzkorb zusätzlich geschützt, dies ist besonders bei feinsandigem und schlammigem Grund wichtig, da der Korb hier nicht eintauchen darf.

Er wird über den Saugkorb am Ende der Saugschlauchleitung gestülpt. Es handelt sich um ein grobes Drahtgeflecht, das Verunreinigungen durch Laub und Holzstücke verhindert und dadurch die Feuerlöschkreiselpumpe bei der Wasserförderung schützt.

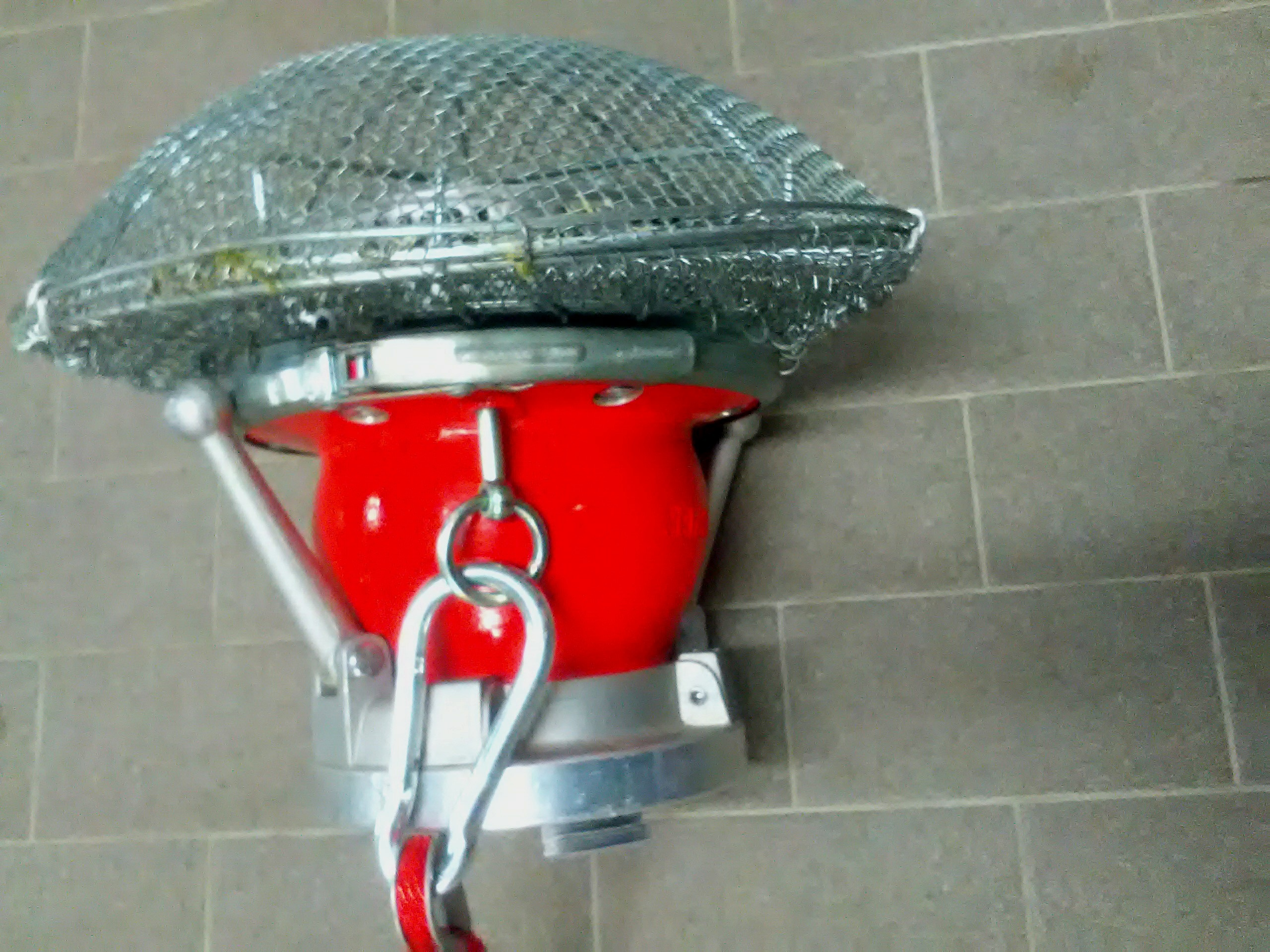
Saugschutzkorb mit Schnellverschluss

Ein Saugschutzkorb (auch Drahtschutzkorb genannt) mit Schnellverschluss (siehe Bild) kann auf dem Saugkorb verbleiben, da er auf die Aufnahme vom Schutzgitter geschnallt wird.
Es kann hierdurch auch keine Ventilleine eingeklemmt werden.
Früher wurden die Saugschutzkörbe oft auch aus Weidenholz geflochten, daher wird auch heute teilweise von einem Weidenschutzkorb gesprochen.

## Hinweise zur Nutzung
Wird die Saugleitung in sauberes Wasser gelegt, so sollte die Öffnung des Saugkorbes gegen die Fließrichtung zeigen, um den Fließdruck beim Fördervorgang ausnutzen zu können. Bei stark verschmutztem Wasser hingegen sollte sie in Fließrichtung zeigen, damit Schmutzteilchen vom Fließdruck am Korb vorbeigetrieben werden. Wird eine Saugleitung zum Einsatz gebracht, ist immer darauf zu achten, dass der Saugkorb mindestens 30 cm tief eintaucht, um ein Eintreten von Luft auch bei größeren Fördermengen sicher verhindern zu können; außerdem sollte er stets durch eine Halteleine gesichert sein und eine Ventilleine an der Anhebevorrichtung des Rückschlagorgans befestigt sein. Da bei großen Förderhöhen der Druck der Wassersäule in der Saugleitung sehr groß ist, empfiehlt es sich, die Ventilleine bei laufender Pumpe zu ziehen und erst anschließend die Pumpe abzuschalten.

## Normung
Saugkörbe sind laut DIN 14 362 in den Größen A, B und C genormt, die Größe A ist jedoch am weitesten verbreitet.